# Het land van...
"Het land van..." is een nummer van het Nederlandse hiphopduo Lange Frans & Baas B. Het nummer verscheen op hun gelijknamige album uit 2005. Een liveversie van het nummer, opgenomen op 26 augustus 2005 tijdens de Uitmarkt in Amsterdam, werd dat jaar uitgebracht als single. Het nummer werd opgevolgd door Dit was het land van in 2009 en Het Land Van Vriendschap in 2019. Lange Frans maakte in 2019 ook een versie voor de FVD.

## Achtergrond
In "Het land van...", geschreven door Lange Frans en Baas B zelf in samenwerking met producer Giorgio Tuinfort, beschrijven de rappers de geschiedenis van Nederland, tussen de Gouden Eeuw en de recente geschiedenis en problemen. Ondanks alle problemen in het land vertellen de rappers aan het einde dat ze toch van het land houden.
Onder anderen de volgende onderwerpen worden genoemd in "Het land van...":
- Pim Fortuyn en Theo van Gogh en hun moordenaars Volkert van der G. en Mohammed B.
- Populaire snacks als frikandellen en kroketten, die bij de Febo uit de muur worden getrokken en ook in Spanje verkrijgbaar zijn
- Het rood-wit-blauw van de vlag van Nederland en de kolonisatie tijdens de Gouden Eeuw
- De legaliteit van drugsgebruik, waaronder wiet en XTC, en prostitutie
- Voetbal, waaronder de winst van het Nederlands voetbalelftal tijdens het EK 1988, de bekende voetballers Johan Cruijff en Abe Lenstra en rellen tussen de supporters van Ajax en Feyenoord
- Tradities als haringhappen, fietsen, Sinterklaas en Koninginnedag
- De overgang van de gulden naar de euro als betaalmiddel
- De deelname aan de Irakoorlog, aangezien "ome Bush Balkenende in zijn zak" heeft
- Bouwwerken als dijken en grachten
- Het veranderlijke weer en weerman Piet Paulusma
- De bevrijding van Nederland aan het eind van de Tweede Wereldoorlog in 1945
- Vele dialecten op een klein stuk land
- Zanger André Hazes, Nederlandse rappers als Delic, Brainpower, Sticky Steez, Ali B, en de lange geschiedenis van hiphop in Nederland
- Hogere belasting voor rijkere mensen
- De grote hoeveelheid aan culturen en immigranten, maar het woord apartheid internationaal het bekendste Nederlandse woord is

"Het land van..." werd een grote hit in Nederland en debuteerde op de eerste plaats in de Top 40, terwijl in de Single Top 100 in de tweede week van notering de eerste plaats werd bereikt. Het nummer stond in deze lijsten respectievelijk twee en vier weken op de eerste plaats en werd zo na "Zinloos" een jaar eerder de tweede nummer 1-hit van het duo. In 2009 maakten Lange Frans & Baas B een nieuwe versie van het nummer met een geactualiseerde tekst onder de titel "Dit was het land van", dat diende als afscheidssingle van het duo. Deze versie haalde de Top 40 niet en bleef steken op de derde plaats in de Tipparade. In de Single Top 100 debuteerde het op de tweede plaats, maar zakte het snel weg en was het uiteindelijk slechts vijf weken genoteerd.

## Hitnoteringen

### Het land van...

#### Nederlandse Top 40
| Hitnotering: 08-10-2005 t/m 21-01-2006 | Hitnotering: 08-10-2005 t/m 21-01-2006 | Hitnotering: 08-10-2005 t/m 21-01-2006 | Hitnotering: 08-10-2005 t/m 21-01-2006 | Hitnotering: 08-10-2005 t/m 21-01-2006 | Hitnotering: 08-10-2005 t/m 21-01-2006 | Hitnotering: 08-10-2005 t/m 21-01-2006 | Hitnotering: 08-10-2005 t/m 21-01-2006 | Hitnotering: 08-10-2005 t/m 21-01-2006 | Hitnotering: 08-10-2005 t/m 21-01-2006 | Hitnotering: 08-10-2005 t/m 21-01-2006 | Hitnotering: 08-10-2005 t/m 21-01-2006 | Hitnotering: 08-10-2005 t/m 21-01-2006 | Hitnotering: 08-10-2005 t/m 21-01-2006 | Hitnotering: 08-10-2005 t/m 21-01-2006 | Hitnotering: 08-10-2005 t/m 21-01-2006 | Hitnotering: 08-10-2005 t/m 21-01-2006 | Hitnotering: 08-10-2005 t/m 21-01-2006 |
| Week                                   | 1                                      | 2                                      | 3                                      | 4                                      | 5                                      | 6                                      | 7                                      | 8                                      | 9                                      | 10                                     | 11                                     | 12                                     | 13                                     | 14                                     | 15                                     | 16                                     |                                        |
| -------------------------------------- | -------------------------------------- | -------------------------------------- | -------------------------------------- | -------------------------------------- | -------------------------------------- | -------------------------------------- | -------------------------------------- | -------------------------------------- | -------------------------------------- | -------------------------------------- | -------------------------------------- | -------------------------------------- | -------------------------------------- | -------------------------------------- | -------------------------------------- | -------------------------------------- | -------------------------------------- |
| Nummer                                 | 1                                      | 1                                      | 4                                      | 4                                      | 4                                      | 4                                      | 5                                      | 5                                      | 13                                     | 14                                     | 22                                     | 25                                     | 27                                     | 28                                     | 30                                     | 37                                     | uit                                    |

#### Single Top 100
| Hitnotering: 01-10-2005 t/m 28-01-2006 | Hitnotering: 01-10-2005 t/m 28-01-2006 | Hitnotering: 01-10-2005 t/m 28-01-2006 | Hitnotering: 01-10-2005 t/m 28-01-2006 | Hitnotering: 01-10-2005 t/m 28-01-2006 | Hitnotering: 01-10-2005 t/m 28-01-2006 | Hitnotering: 01-10-2005 t/m 28-01-2006 | Hitnotering: 01-10-2005 t/m 28-01-2006 | Hitnotering: 01-10-2005 t/m 28-01-2006 | Hitnotering: 01-10-2005 t/m 28-01-2006 | Hitnotering: 01-10-2005 t/m 28-01-2006 | Hitnotering: 01-10-2005 t/m 28-01-2006 | Hitnotering: 01-10-2005 t/m 28-01-2006 | Hitnotering: 01-10-2005 t/m 28-01-2006 | Hitnotering: 01-10-2005 t/m 28-01-2006 | Hitnotering: 01-10-2005 t/m 28-01-2006 | Hitnotering: 01-10-2005 t/m 28-01-2006 | Hitnotering: 01-10-2005 t/m 28-01-2006 | Hitnotering: 01-10-2005 t/m 28-01-2006 | Hitnotering: 01-10-2005 t/m 28-01-2006 |
| Week                                   | 1                                      | 2                                      | 3                                      | 4                                      | 5                                      | 6                                      | 7                                      | 8                                      | 9                                      | 10                                     | 11                                     | 12                                     | 13                                     | 14                                     | 15                                     | 16                                     | 17                                     | 18                                     |                                        |
| -------------------------------------- | -------------------------------------- | -------------------------------------- | -------------------------------------- | -------------------------------------- | -------------------------------------- | -------------------------------------- | -------------------------------------- | -------------------------------------- | -------------------------------------- | -------------------------------------- | -------------------------------------- | -------------------------------------- | -------------------------------------- | -------------------------------------- | -------------------------------------- | -------------------------------------- | -------------------------------------- | -------------------------------------- | -------------------------------------- |
| Nummer                                 | 3                                      | 1                                      | 1                                      | 1                                      | 2                                      | 1                                      | 3                                      | 4                                      | 6                                      | 10                                     | 18                                     | 22                                     | 27                                     | 26                                     | 24                                     | 39                                     | 45                                     | 88                                     | uit                                    |

#### NPO Radio 2 Top 2000
| Nummer met noteringen in de NPO Radio 2 Top 2000 | '15  | '16  | '17  | '18 | '19 | '20  |
| ------------------------------------------------ | ---- | ---- | ---- | --- | --- | ---- |
| Het land van...                                  | 1301 | 1197 | 1244 | 864 | 627 | 1667 |

1. ↑  Een vetgedrukt getal geeft de hoogste notering aan.
2. ↑  2015 was het eerste jaar met een notering voor dit nummer.
3. ↑  Deze tabel is bijgewerkt tot en met de laatste editie (2024).

### Dit was het land van

#### Single Top 100
| Hitnotering week 1 t/m 2: 04-04-2009 t/m 11-04-2009 Hitnotering week 3 t/m 5: 02-05-2009 t/m 16-05-2009 | Hitnotering week 1 t/m 2: 04-04-2009 t/m 11-04-2009 Hitnotering week 3 t/m 5: 02-05-2009 t/m 16-05-2009 | Hitnotering week 1 t/m 2: 04-04-2009 t/m 11-04-2009 Hitnotering week 3 t/m 5: 02-05-2009 t/m 16-05-2009 | Hitnotering week 1 t/m 2: 04-04-2009 t/m 11-04-2009 Hitnotering week 3 t/m 5: 02-05-2009 t/m 16-05-2009 | Hitnotering week 1 t/m 2: 04-04-2009 t/m 11-04-2009 Hitnotering week 3 t/m 5: 02-05-2009 t/m 16-05-2009 | Hitnotering week 1 t/m 2: 04-04-2009 t/m 11-04-2009 Hitnotering week 3 t/m 5: 02-05-2009 t/m 16-05-2009 | Hitnotering week 1 t/m 2: 04-04-2009 t/m 11-04-2009 Hitnotering week 3 t/m 5: 02-05-2009 t/m 16-05-2009 | Hitnotering week 1 t/m 2: 04-04-2009 t/m 11-04-2009 Hitnotering week 3 t/m 5: 02-05-2009 t/m 16-05-2009 |
| Week | 1 | 2 | | 3 | 4 | 5 | |
| --- | --- | --- | --- | --- | --- | --- | --- |
| Nummer                                                                                                  | 2 | 77 | uit | 95 | 90 | 84 | uit |